# 牙線

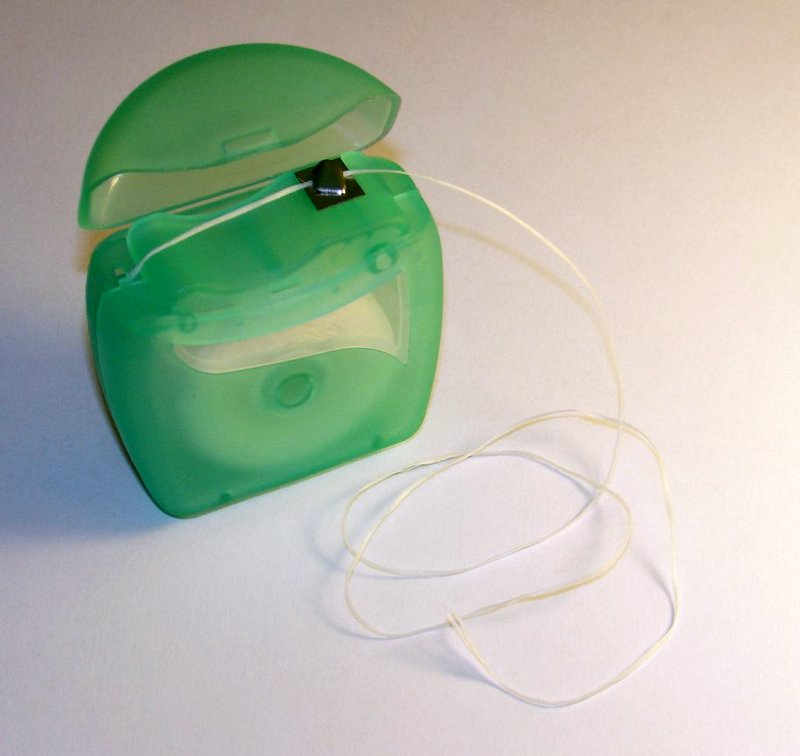
盒装牙線

牙線是一种清洁牙齿的細線。分涂蜡和不涂蜡两种。
刷牙只能清洁牙齿的内外两面，牙龈以上的地区。对于牙齿之間的牙縫和牙周腔的牙垢、菌斑等，牙医一般推荐在牙膏和杀菌漱口水之外，也每天使用牙线清潔，避免食物殘渣在牙縫堆積。长期使用牙線可以减少牙周病、口臭、蛀牙等疾病。

## 历史
在史前人类的遗骸上，发现过使用牙线的痕跡。
19世纪美国新奥尔良的牙医Levi Spear Parmly被记载推荐人们使用丝线清洁牙齿。其后有一系列的公司生产各种丝制牙线。第二次世界大战期间，人们发现尼龙更耐磨和有弹性，作为牙线使用的时候不容易分叉，因此取代了丝线。其后又有掺聚四氟乙烯等的高分子材料被用于牙线。20世纪后半期，随着口腔卫生被重视而广泛流行。

## 使用
理论上以每次飯後應使用牙线清除牙縫間的食物殘渣。不过在实际操作上，大多数人每天一次已经不容易了。去牙医診所洗牙的时候，醫生也会在去除结石后使用牙线清洁。

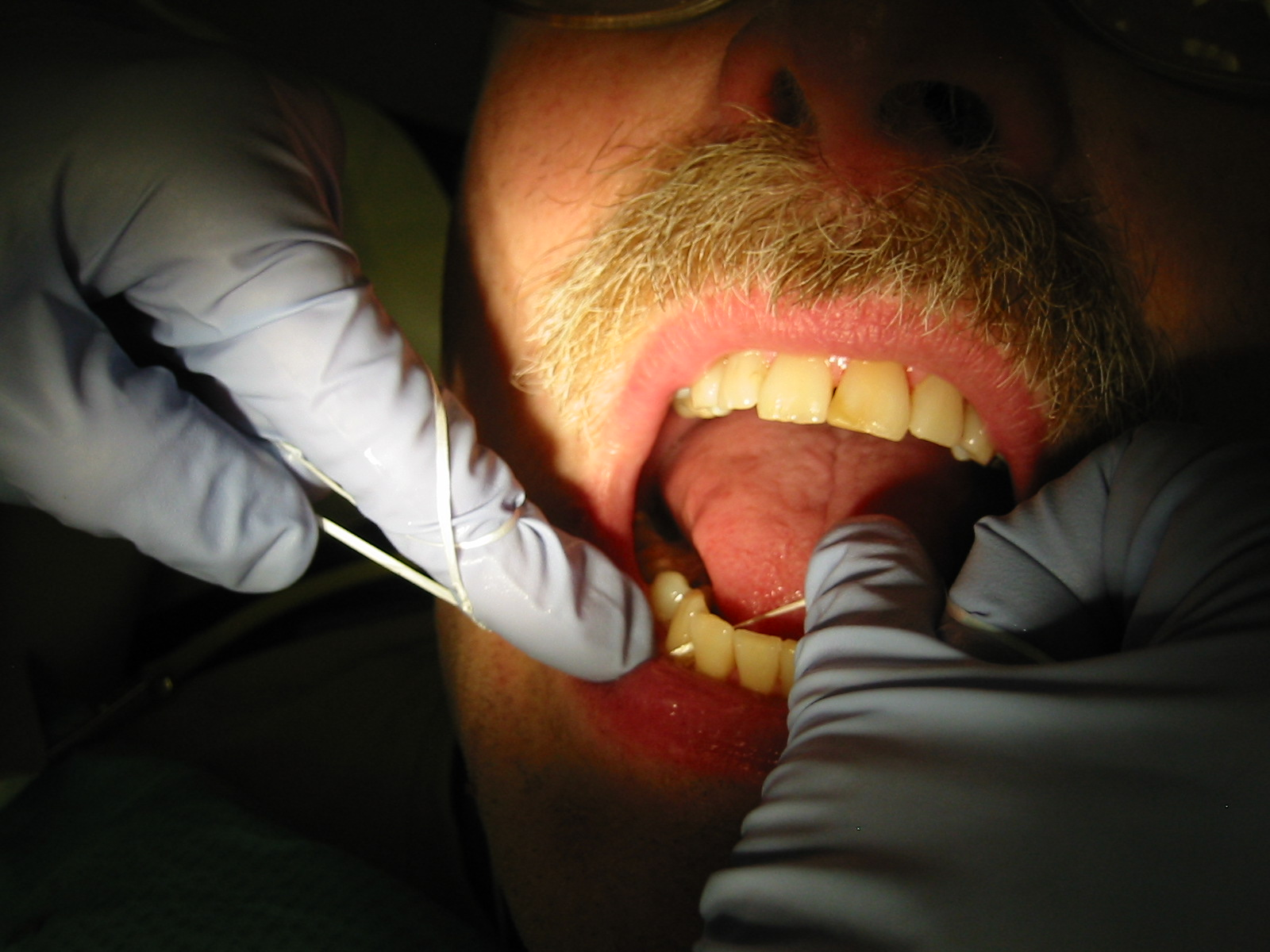
牙科卫生员在病人口中使用牙线

牙線主要分為兩種，一種較幼呈扁身，表面有蠟質，另一種是直徑較粗呈圓身，但富有彈性。前者扁身的牙線較易放入牙縫，對初次使用牙線人士較易操作。後者圓身的牙線需要拉緊後才可以放進牙縫，使用上較為困難，但清潔效果較佳。
具体使用：
- 拉出长度合适的牙线（20-40公分），用包装盒上的金属刀片切断。
- 先以雙手纏繞牙線兩端，固定後以拉锯式运动滑进牙缝中。这个操作要小心，因为用力过头会伤害到下面的牙龈。
- 向一颗牙的方向拉紧两头，成C状，然后上下滑动，从牙龈下面（约1毫米）到牙齿上端，重复2-3次。对另一颗牙重复。
- 将牙线滑出牙缝，换一段干净的牙线，对下一个牙缝进行操作，直至所有的牙缝都清洁了。碰上分叉（纤维断裂）的情况也应该更换一段新的。
- 对最后一对臼齿后面也同样清洁。

上述过程比较繁琐，开始使用的时候可能有些困难，需要在练习中逐渐熟练。另外，开始时牙龈部分会有酸痛、出血现象，这些一般是正常现象，牙肉出血的其中一個原因是牙縫長期不清潔導致牙肉已經發炎，這是牙周病的早期現象，但继续每天使用牙線清潔牙縫一周後，牙肉出血情況會減少。如果几个星期后仍然存在出血問題，则应儘早到牙医診所檢查。
对于过于宽大的牙缝，也可使用牙間刷來清洁，但是根據牙醫師表示，牙間刷並不適合牙齒狀況正常的民眾，通常用於因牙周病或其他疾病而使牙床萎縮的患者。

## 外在链接
- Dr-Tony:如何使用牙線 （页面存档备份，存于）